# انسان‌انگاری

سگ‌ها در حالت انسان‌دیسی در نقاشی بلوف شجاعانه اثر کاسیوس کولیج

انسان‌انگاریانسان‌دیسی یا انسان‌وارگی (به انگلیسی: Anthropomorphism)، آنتروپومورفیسم به معنای تعبیر انسان‌گونه از هر گونه مفهوم یا چیزی است که لزوماً خصلت یا شکل انسانی نداشته باشد.
به‌طور مثال، در معماری، برخی مفاهیم ریشه انسان‌انگارانه دارند. نسبت دادن خواص انسانی (مثل دست و پا و غیره) به خدا یا موجودات فضایی نیز نوعی انسان‌انگاری است.

## در اسلام
طبق گفته قرآن خداوند در بیان فلاسفه اسلامی تعریف‌پذیر نیست چون به حد و رسم شناخته نمی‌شود و ماهیت ندارد یعنی خدا را نمی‌توان دید و نمی‌توان آن را وصف کرد. با این وجود در برخی کتب اسلام صحبت از جسم بودن خدا گردیده، و اینکه مانند انسان می‌خندد، می‌گرید، دست و پا و چشم دارد، و روز قیامت پای خود را داخل آتش جهنم می‌کند، با اینحال، تعابیر اینچنینی در نزد اغلب مکاتب اسلام (از جمله تشیع) مردود می‌باشد.